# Alan C. Newell
Alan C. Newell (* 5. November 1941 in Dublin) ist ein irischer Mathematiker und Physiker. Er befasst sich mit nichtlinearen Wellengleichungen und Solitonen.
Newell ging aufs Trinity College in Dublin (mit Bachelorabschlüssen 1962 in Mathematik und Physik und der Goldmedaille in Mathematik) und wurde 1966 am Massachusetts Institute of Technology bei David John Benney promoviert (Transfer of spectral energy in nonlinear dispersion systems). Er war 1971 bis 1979 Professor und Vorstand der Mathematik-Fakultät an der Clarkson University. Später war er an der University of Arizona, wo er 1981 bis 1985 die Abteilung Angewandte Mathematik leitete und 1985 bis 1996 die Mathematik-Fakultät. 1996 bis 2000 leitete er die Mathematik-Fakultät der University of Warwick. Danach war er wieder an der University of Arizona, wo er ab 2004 Regents Professor war.
Newell untersuchte nichtlineare Phänomene bei Wellen (Solitonen) in der Hydrodynamik, mit Wellen-Turbulenz, in der Optik und bei Lasern, in der Plasmaphysik und anderen Bereichen. Mit Mark J. Ablowitz, David J. Kaup und Harvey Segur leistete er Anfang der 1970er Jahre wichtige Beiträge zur Inversen Streutransformation.
2004 war er John von Neumann Lecturer. 1976/77 war er Guggenheim Fellow. 1970 hielt er die Kac Memorial Lectures in Los Alamos. 1988/89 war er US Senior Scientist Humboldt Fellow. Er war Herausgeber und Mitgründer von Physica D. Er ist seit 1990 Ko-Direktor des International Institute for Nonlinear Science.
Neben der irischen hat er die US-amerikanische Staatsbürgerschaft.

## Schriften
- Solitons in mathematics and physics, SIAM 1985 (auch ins Russische übersetzt)
- Nonlinear wave motion, American Mathematical Society 1974
- mit Jerome V. Moloney: Nonlinear optics, Addison-Wesley 1992
- mit Hermann Flaschka: Monodromy and spectrum preserving deformations, Teil 1, Comm. Math. Phys., Band 76, 1980, S. 65–116
- mit M. Ablowitz, D. J. Kaup, H. Segur: The inverse scattering transform-Fourier analysis for nonlinear problems, Stud. Appl. Math., Band 53, 1974, S. 249–315
- mit M. Ablowitz, D.J. Kaup, H. Segur: Method for Solving the Sine-Gordon Equation, Phys. Rev. Lett., Band 30, 1973, S. 1262–1264